# پروکل هارم
پروکل هارِم (انگلیسی: Procol Harum؛ تلفظ: ‎/ˈproʊkəl ˈhɑːrəm/‎) گروه موسیقی راک انگلستانی است که سال ۱۹۶۷ در اسکس تشکیل شد. این گروه در گسترش سبک سمفونیک راک نقش داشت و از طلایه‌داران پراگرسیو راک بود. سبک پروکل هارم بیشتر تأثیرپذیرفته از موسیقی باروک و کلاسیک است اما مایه‌هایی از آر اند بی، بلوز و سول را نیز در خود دارد.
مهم‌ترین اثر گروه، ترانهٔ کلاسیک «سایه‌ای سپیدتر از رنگ‌پریدگی» (A Whiter Shade of Pale)، از معدود تک‌آهنگ‌هایی است که بالاتر از ده میلیون نسخه فروخته‌است.